# اورپی مارکا
اورپی مارکا (به اسپانیایی: Urpi Marka) یک کوه در پرو است که در Peru, Apurímac Region واقع شده‌است. اورپی مارکا ۵٬۰۶۸ متر بالاتر از سطح دریا واقع شده‌است.